# Asesinato de Lisa Hession
Lisa Jane Hession (Reino Unido, 2 de abril de 1970-Leigh, área del Gran Mánchester; 8 de diciembre de 1984) fue una joven británica que fue asesinada a los 14 años, en diciembre de 1984, mientras volvía a casa de una fiesta poco antes de Navidad. Fue hallada muerta por estrangulamiento en un callejón a 200 metros de su casa. El asesinato se produjo tras una serie de ataques sexuales a mujeres y niñas de la zona. A pesar de una reconstrucción y un llamamiento en el programa televisivo Crimewatch en 2005 y el posterior aislamiento de un perfil parcial del ADN del asesino, éste no ha sido identificado y detenido todavía.
Los avances en materia de ADN condujeron a la realización de pruebas en hombres en 2011 y aumentaron las esperanzas de que se pudiera atrapar al asesino. La policía del área del Gran Mánchester declaró que para resolver el caso solo era necesario que el público nombrara a una persona para que se sometiera a las pruebas de ADN. El asesinato continuaba recibiendo gran cantidad de publicidad, y en 2017 una recompensa particularmente alta de 50 000 libras esterlinas, fue ofrecida por las autoridades por información que condujera a la captura del asesino.

## Antecedentes
Hession era una joven estudiante que realizaba atletismo y gimnasia. Vivía en Bonnywell Road, en la ciudad de Leigh, asistía a Bedford High School y era una niña popular y extrovertida. Fue criada por su madre Christine y su abuela Eleanor.
En los cuatro meses anteriores al asesinato, tres mujeres habían sido víctimas de agresiones por motivos sexuales en un radio de una milla del lugar donde Hession sería asesinada. La tercera agresión se había producido la noche anterior a su asesinato.

## Asesinato
Poco antes de la Navidad de 1984, el 8 de diciembre, la madre de Hession la dejó ir a la fiesta en casa de un amigo, con el acuerdo de que tenía que estar en casa a las 22:30 horas. La fiesta se celebró en la casa adosada de su amigo Andrew Heaton, de 16 años, en Leigh Road, a la que también asistió su novio Craig Newell, de 16 años. Hession, la única chica en el evento, abandonó la fiesta a las 22:15 tras despedirse de su novio. A continuación, recorrió a pie los tres kilómetros que separaban ambos domicilios. Los testigos la vieron atravesar el centro de la ciudad por St. Helen's Road y luego la vieron caminar por Buck Street, a tan solo un minuto a pie de su casa. Había recorrido ese camino muchas veces y era muy transitado por los vecinos.
Lo que ocurrió a continuación no está del todo claro, pero un agresor consiguió atraerla u obligarla a entrar en un callejón cercano entre Newlands Road y Rugby Road. A continuación, el agresor la atacó sexualmente y la mató. El patólogo concluyó más tarde que su muerte se debió a la presión que sufrió en el cuello, probablemente porque el agresor le apretó la camiseta alrededor del cuello. Su ropa estaba revuelta, con la falda subida por encima de la cintura y la ropa interior rasgada. La conclusión fue que el asesino probablemente tiró de la camiseta con fuerza con una mano y utilizó la otra para cerrar la boca de Hession. El forense observó más tarde que tal vez no tenía intención de matarla.
La madre de Hession denunció la desaparición de su hija a las 22.45 horas, después de que ésta no regresara a casa como esperaba a las 22:30. Ella misma salió a buscarla, pasando por el callejón donde Hession había sido atacada. Cinco minutos antes de medianoche, un hombre que paseaba con su hijo descubrió el cuerpo de Hession en un hueco del callejón, junto a un garaje, a sólo 200 metros de la casa de la víctima, que estaba en Bonnywell Road, en el cruce con Eton Street. Era evidente que Hession había luchado desesperadamente con su agresor; tenía graves hematomas en los labios y en la cara, así como arañazos en el cuello. Se concluyó que los hematomas de los labios probablemente se debían a los puñetazos recibidos en la boca, y el detective jefe Terrence Millard la describió como "muy maltratada".

## Investigación
En una rueda de prensa celebrada tres días después del asesinato, la policía señaló las tres agresiones sexuales anteriores a mujeres en la zona. En el primero de estos incidentes, ocurrido en agosto, una mujer había sido atacada cuando caminaba hacia su casa en Rugby Road, que estaba detrás del mismo callejón en el que Hession fue agredida. La víctima de este caso había denunciado que el agresor se le había acercado por detrás, le había puesto la mano en la boca para que dejara de gritar y la había amenazado de muerte. Las amenazas de muerte fueron también una característica de las otras dos agresiones a mujeres. El agresor en estos casos fue descrito como un varón joven, de unos 20 años, bien parecido y vestido con ropa deportiva. La víctima de la agresión de agosto había conseguido escapar hablando tranquilamente con el agresor y caminando con él durante 300 metros antes de que la dejara sola y se marchara. Ella declaró que él le había dicho en su conversación que "no podía conseguir novia".
Las investigaciones también determinaron que un hombre había sido visto vigilando a Hession por testigos el lunes y el martes de la semana en que fue asesinada. Se descubrió que el hombre la había seguido hasta su casa el miércoles.
La policía se mostró optimista en cuanto a la rápida resolución del caso. Poco después se detuvo a un hombre como sospechoso del asesinato, pero fue puesto en libertad sin cargos. Este hombre murió en 2005, tras haber sido descartada su participación en el asesinato por la policía.
Otro individuo fue interrogado en una prisión de Merseyside dos años y medio después del asesinato de Hession, ya que estaba detenido allí por un delito distinto, pero no se tomaron más medidas. Este hombre, de 32 años, había sido interrogado por primera vez por los investigadores después de que un detective de Liverpool les hubiera alertado de los comentarios que había hecho al ser interrogado y acusado del asesinato por separado de una mujer de 84 años. El preso fue interrogado por segunda vez sobre el asesinato de la joven, dos semanas después de que se le hablara por primera vez de ello, en el centro de prisión preventiva de Risley.

## Posible nuevo ataque
En mayo de 1985, se produjo otro ataque de motivación sexual en la zona que podría estar relacionado con los casos anteriores. Un hombre agarró a una mujer y la sujetó contra una pared, pero huyó mientras intentaba quitarle la ropa después de que los faros de un coche le molestaran. Este ataque se produjo a sólo unos cientos de metros de donde se había producido el asesinato de Hession.

## Publicidad continua
El caso no resuelto siguió recibiendo mucha publicidad a lo largo de los años. En 1988, el diario Manchester Evening News destacó el caso como uno de los asesinatos sin resolver de mayor repercusión en la región que aún no se habían resuelto. El caso apareció en el episodio del 1 de febrero de 2005 de Crimewatch, lo que provocó 27 llamadas al programa ofreciendo información potencial y una nueva oleada de publicidad. La policía reveló que tenía dos nuevas pistas que seguir tras las llamadas, algunas de las cuales procedían de mujeres preocupadas por el comportamiento de sus parejas en ese momento, y varias de las personas que llamaron nombraron a los mismos dos sospechosos.
En 2011, nuevamente el Manchester Evening News reveló que la Policía del Gran Mánchester había tomado la medida "radical" de tomar hisopos a grupos de hombres en la zona de Leigh, después de que los investigadores hubieran logrado aislar un perfil parcial de ADN del asesino de Hession. El jefe de la unidad de casos sin resolver de la Policía del Gran Mánchester confirmó que se estaban llevando a cabo los hisopos, afirmando que "este es uno de los casos que no dejaremos pasar". Más tarde, en 2019, se reveló que el perfil de ADN aislado es lo suficientemente bueno para una comparación directa con un sospechoso, y el público simplemente proporcionando el nombre de un individuo podría resolver el caso con solo permitir una comparación de su ADN con la muestra. Solo dos años después del asesinato de Hession, la importancia del ADN en la posible resolución del caso se había puesto de manifiesto con la detención de Colin Pitchfork por dos asesinatos con motivación sexual a unos 160 kilómetros de distancia, en Leicestershire, en lo que fue la primera vez que se utilizó el ADN en el Reino Unido para condenar a un asesino. La estrategia utilizada en ese caso, el hisopado de un gran número de hombres de la localidad, fue la misma que se utilizó posteriormente en el caso Hession.
En 2018, el asesinato de Hession se incluyó en un mapa de casos de la serie de Mark Williams-Thomas The Investigator: A British Crime Story que sugirió que no se podía descartar su posible vinculación con el asesino en serie Peter Tobin. Sin embargo, el ADN de Tobin ya está en la base de datos nacional y la investigación policial sobre si Tobin se cobró más víctimas terminó en 2011 al no haber pruebas que lo relacionaran con más casos como el de Hession.
En la década de 2010 se creó una conocida página de Facebook comunitaria dedicada a ayudar a resolver el caso Hession. El reportero jefe del Manchester Evening News, Neal Keeting, dijo que revelaba "la fuerza de los sentimientos de la comunidad de Leigh, que no han olvidado a Lisa". El caso ha recibido aún más notoriedad, ya que el primer asesinato que cubrió Keeting fue el de Hession, que supuestamente le "persiguió" desde entonces y dio lugar a una cantidad significativa de cobertura continuada del caso por parte de este periódico local.
En 2018, el periódico pagó la impresión de cientos de carteles de llamamiento para que la policía los distribuyera en tiendas y negocios de Leigh. El asesinato de Hession ha sido descrito como uno de los asesinatos sin resolver más notorios de la región, y una recompensa particularmente alta de 50 000 libras fue ofrecida por la policía a partir de 2017 para cualquiera que pueda proporcionar información que conduzca a la condena del asesino de Hession.